# The Summit (televisieprogramma)
The Summit is een Nederlands televisieprogramma van Endemol Shine Group, uitgezonden op RTL 4 en gepresenteerd door Beau van Erven Dorens. Het programma is gebaseerd op een Australisch format.

## Opzet
Twaalf onbekende Nederlanders gaan op een survivaltocht waarin zij in twaalf dagen een bergtop moeten bereiken. Onder de rugzakken van de deelnemers is een kwart miljoen euro verdeeld. Tijdens checkpoint krijgen de kandidaten de kans om een andere deelnemer naar huis te sturen en daarmee het geld van die persoon af te pakken. Tijdens de tocht komen de kandidaten langs allerlei obstakels die het een loodzware tocht maken. De deelnemers die de bergtop, the summit, weten te behalen krijgen de kans om het geld te claimen. De afgevallen deelnemers bepalen echter hoe de overgebleven geldpot onder de kandidaten wordt verdeeld.

## Seizoenen

### Seizoen 1
Seizoen 1 werd uitgezonden van 16 februari 2025 tot 20 april 2025. Dit seizoen vond plaats in Noorwegen. De kandidaten beklommen aldaar de berg Stetind. Onder de deelnemers bevond zich voormalig langebaanschaatsster Anice Das.

## Winnaars

### Seizoen 1 (2025)
| Winnaar | Gewonnen geldbedrag |
| ------- | ------------------- |
| Nona    | € 70.000,-          |
| Clemens | € 35.000,-          |
| Robert  | € 28.000,-          |